# 東大寺法華堂要録
東大寺法華堂要録（とうだいじほっけどうようろく）は、室町時代後期に東大寺法華堂の堂衆であった氏名不詳の僧侶による日記。原本は東大寺総合文化センターの東大寺図書館に所蔵。

## 概要
長禄3年（1459年）4月から文明15年（1483年）6月にかけての日記であるが、文明4年（1472年）12月条に著者の事情で文明6年から12年まで記さなかった趣旨の注記がされている。だが、実際には文明5年から13年までを欠いている。これが著者の勘違いによるものか、文明5・13年分が何らかの事情で失われたものなのかは不明である。
東大寺内部における出来事は勿論のことであるが、寛正6年（1465年）の将軍足利義政の奈良訪問や応仁の乱による京都の戦況について詳しく描かれている。後者については伝聞記事であるとする著者の注記があるものの、同時代人の証言として貴重である。